# 諒太郎
諒太郎（りょうたろう、1991年〈平成3年〉5月28日 - ）は、日本の俳優。福岡県出身。レディバード所属。

## 人物
- 趣味・特技：バスケットボール、テニス、ヴォイスパーカッション[1]。

## 出演

### 映画
- コープスパーティー（2015年8月1日、ツインピークス / キャンター） - 森繁朔太郎 役
- いしゃ先生（2015年11月7日、山形県先行公開・2016年1月9日全国公開、キャンター） - 志田悌次郎 （青年期）役
- 走れ!T校バスケット部（2018年11月3日、東映）
- 劇場版 ウルトラマンタイガ ニュージェネクライマックス（2020年8月7日[注 1]、松竹ODS事業室） - 宗谷ホマレ 役[4]

### テレビドラマ
- 土曜ワイド劇場・温泉若おかみの殺人推理 「 四国香川〜初夜に殺された瀬戸の花嫁」（2014年3月1日、テレビ朝日） - 太田聡 役
- 新・刑事吉永誠一 season2（2014年10月17日 - 12月12日、テレビ東京） - 重田流星 役
- 突然ですが、明日結婚します（2017年1月23日 - 3月20日、フジテレビ） - 長谷川 役
- ファイナルファンタジーXIV 光のお父さん（2017年4月16日 - 5月28日、MBS） - 深津 役
- 今日から俺は!! （2018年10月 - 12月、日本テレビ） - 三橋のクラスメイト 役
- 女の機嫌の直し方　第1話（2019年3月16日、日本テレビ）
- ウルトラマンタイガ（2019年7月6日 - 12月28日、テレビ東京） - 宗谷ホマレ 役[5]
- 月曜プレミア8 再雇用警察官（2020年5月11日、テレビ東京） - 堂本雅也 役
- 親バカ青春白書（2020年8月2日、日本テレビ）
- ステイナイトミステリー 日暮里チャーリーズ（2020年8月9日、ABCテレビ） - 佐藤涼太 役
- 婚姻届に判を捺しただけですが　第3話（2021年11月2日、TBS） - 百瀬柊の友人 役
- 嫌われ監察官 音無一六 season1 第1話（2022年5月6日、テレビ東京） - 箕田直樹 役
- イケメン共よ メシを喰え 第5話（2022年8月7日、テレビ大阪・BSテレビ東京）
- ACMA:GAME 第4話 ‐（2024年4月28日 ‐ 6月9日、日本テレビ） ‐ グングニルの黒服集団 役[6]

### Webドラマ
- ナヒレ決議-NAHIREZ RESOLUTION-（2020年4月13日 - 、YouTube） - グリーン 役
- お酒で結ばれる恋（2021年4月、KISSMILLe） - 小太郎 役

### 舞台
- Askプロデュース 第6弾『WORLD』（2013年10月18日 - 27日、シアター1010） - 柳原太三 役[7]
- ミュージカル『テニスの王子様』3rdシーズン - 桜井雅也 役[8]
  - 青学vs不動峰（2015年2月13日 - 5月17日、TOKYO DOME CITY HALL 他）[9]
  - TEAM Live FUDOMINE（2015年7月29日 - 9日、AiiA 2.5 Theater Tokyo 他）[10]
  - 青学vs聖ルドルフ（2015年9月5日 - 11月3日、TOKYO DOME CITY HALL 他）[11]
  - Dream Live 2016（2016年5月13日 - 21日、パシフィコ横浜 他）[12]
  - Thank-you Festival 2020（2020年2月26日、カルッツかわさき ホール）※本人として登壇[13][14]
- あたっくNO.1（2017年6月2日 - 11日、博品館劇場）[15]
- 炎男～ファイヤーガイズ～公演　Vol.6「オサエロ」（2017年8月16日 - 21日、両国・Air studio）[16]
- 劇団まけん組プロデュース公演vol.1『ダーリンの進化論』（2017年12月6日 - 10日、恵比寿・エコー劇場）[17]
- JOE Company Reboot Stage「ええ、アイ」（2018年1月17日 - 28日、中野 ザ・ポケット）[18]
- アース製薬 presents 戦後73年を飛び越えて MOTHER～特攻の母 鳥濱トメ物語～（2018年9月13日 - 17日、東京グローブ座 / 11月10日・11日、日立システムズホール仙台 シアターホール / 11月14日、福島テルサ FTホール / 11月17日、会津若松市文化センター 文化ホール）[19]
- 「星のバッキャロー！！」～東京タワーを造った男たちの物語～（2019年9月19日 - 24日、シアターグリーン BIG TREE THEATER）[20]
- 遠慮ガチナ殺人鬼（2021年6月9日 - 11日、シアターグリーン BIG TREE THEATER）[21]

### CM
- ヤマサ醤油「昆布つゆ」（2014年）
- スターツグループ（未来ロボットST-II登場篇、2019年 - ） - 先輩社員・星野真 役[22][23]
- 放置少女〜百花繚乱の萌姫たち〜「ずっと一緒篇」（2020年）
- 国際資格の専門校アビタス 「思い込む男篇」（2021年）

### PV
- BRADIO「幸せのシャナナ」（2020年）